# توني ميولا
أنطونيو مايكل ميولا (بالإنجليزية: Antonio Michael Meola)‏ ويعرف باسم توني ميولا (بالإنجليزية: Tony Meola)‏ هو لاعب كرة قدم أمريكي معتزل في مركز حراسة المرمى ومدرب حالياً ولد في يوم 21 فبراير 1969 في بيليفيل في نيوجيرسي في الولايات المتحدة، لعب مع أندية فيرجينيا كافالييرز ونادي برايتون أند هوف ألبيون ونادي واتفورد وفورت لودرديل سترايكرس وبوفالو بليزارد ولونغ أيلاند روف رايدرس ونيويورك ريد بولز وسبورتينغ كانساس سيتي ونيوجيرسي أيرومين لفريق الصالات، مع منتخب الولايات المتحدة لكرة القدم لعب 100 مباراة دولية من سنة 1988 إلى سنة 2006، في سنة 2016 بدأ في مهمته في تدريب نادي جاكسونفيل أرمادا.

## روابط خارجية
- توني ميولا على موقع الاتحاد الدولي (مؤرشف)  (الإنجليزية)
- توني ميولا على موقع الدوري الأمريكي (الإنجليزية)
- توني ميولا على موقع قاعدة بيانات كرة القدم.إي يو (الإنجليزية)
- توني ميولا على موقع ناشيونال فوتبول تيمز (الإنجليزية)